# François de Beaumont

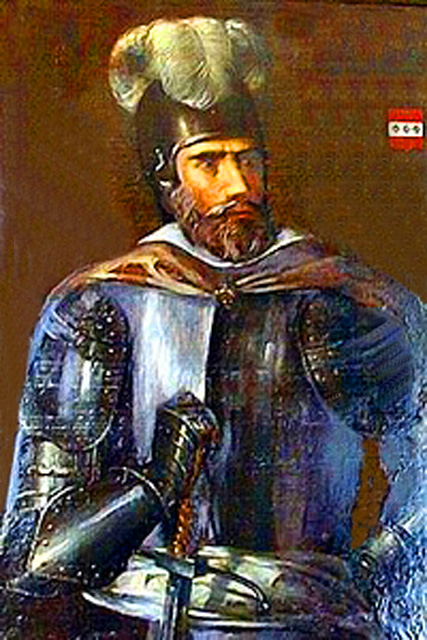
De baron van Les Adrets (anoniem, 16e eeuw)

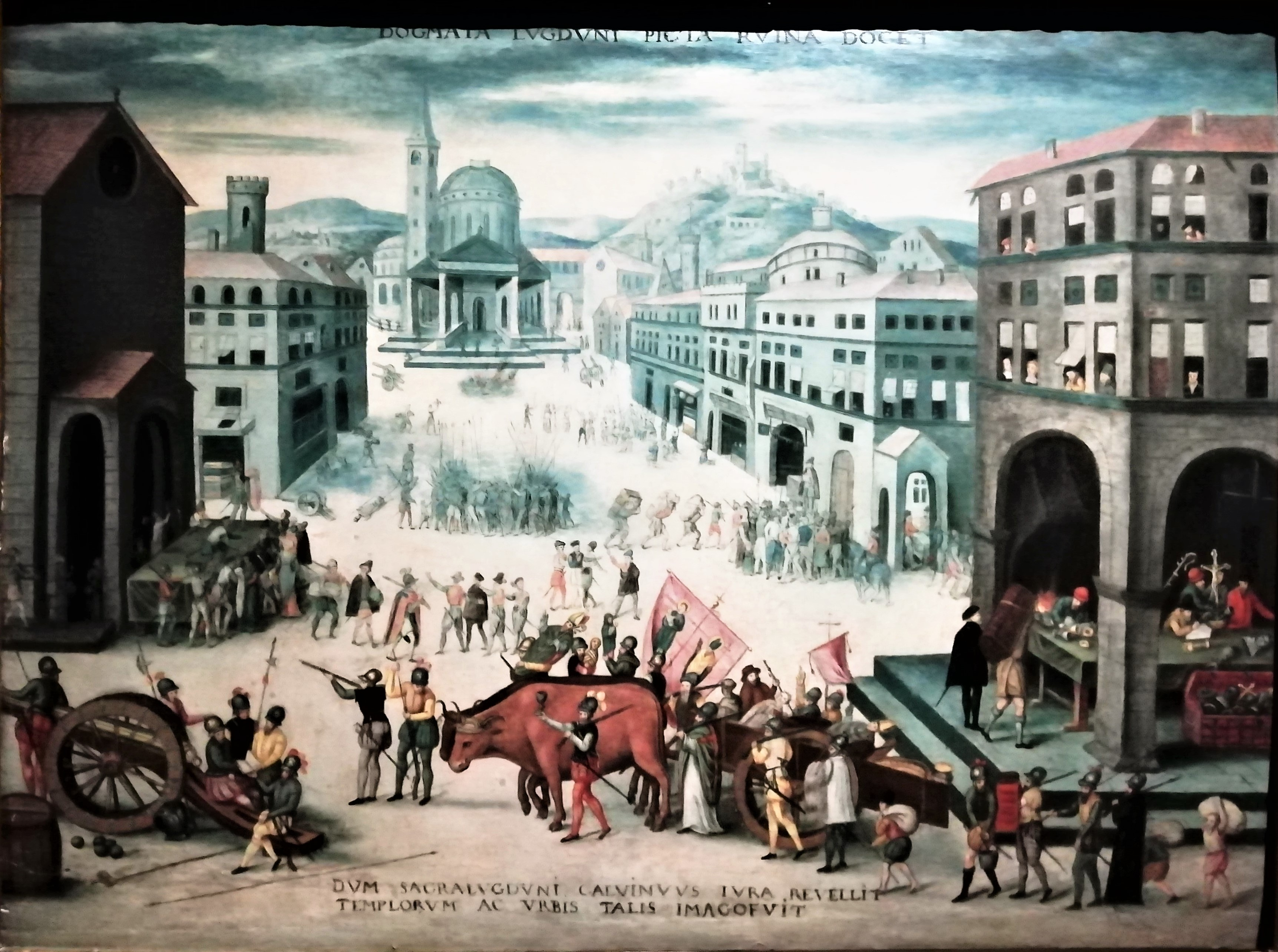
De plundering van Lyon door het leger van de Hugenoten in 1562 (anoniem, 16e eeuw)

François de Beaumont, baron van Les Adrets (Les Adrets, 1512 of 1513 - aldaar, 2 februari 1587) was een Franse legeraanvoerder tijdens de Hugenotenoorlogen. Hij streed aan de zijde van de protestanten, maar ging over naar het kamp van de katholieken. Hij was berucht wegens zijn wreedheden.

## Levensloop

### Familie
François de Beaumont werd geboren in het kasteel van La Frette in Les Adrets. Hij was een zoon van Georges de Beaumont en Jeanne Guiffrey de Boutières. De baron van Les Adrets behoorde tot de lagere adel van de Dauphiné.
Hij huwde in 1544 met Claude Gumin en het echtpaar kreeg drie zonen en twee dochters

### Italiaanse Oorlogen
Hij maakte carrière in het koninklijk leger en deed krijgservaring op in de Italiaanse Oorlogen. In 1525 streed bij bij Pavia, was hij aanwezig bij het beleg van Genua en trok het met het Franse leger op naar Napels. Tussen 1553 en 1558 streed hij opnieuw in Italië.

### Hugenotenoorlogen
In maart 1562 vond het bloedbad van Wassy plaats. De baron van Les Adrets koos de kant van de hugenoten, waarschijnlijk uit ambitie en uit afkeer van het katholieke huis Guise. In april 1562 nam hij de leiding over het protestantse leger in de Dauphiné. In het voorjaar van 1562 slaagde hij erin het grootste deel van de Dauphiné te veroveren. Met een leger van 8000 man veroverde hij Valence en doodde eigenhandig de gouverneur van de stad, La Motte-Gondrin. Hij trok daarna op naar Lyon, dat al in handen was van de protestanten. Van daaruit voerde hij snelle raids uit. Als vergelding voor de wreedheden tegen hugenoten bij de inname van Orange door de katholieken, beging hij zelf vele wreedheden na de inname van katholieke plaatsen, vooral als er verzet was geboden. In Montbrison in Forez richtte zijn leger een bloedbad aan. De baron van Les Adrets dwong achttien gevangenen om zichzelf van de kasteeltoren te gooien.
Door zijn wreedheden en zijn karakter kreeg de baron van Adrets tegenkanting aan protestantse zijde en hij zocht toenadering tot de katholieken. Op 10 januari 1563 werd hij gearresteerd en opgesloten in de citadel van Nîmes op verdenking van verraad. Na het Edict van Amboise (19 maart 1563) kwam hij vrij en verzoende zich met de Katholieke Kerk. Hij streed daarna aan de katholieke zijde tot hij in 1570 werd gearresteerd op verdenking van verraad. Hij kwam het jaar erop vrij. Koning Karel IX had hem nodig in zijn strijd tegen het Hertogdom Savoye. Na de dood van twee van zijn zonen in 1572 en 1573 trok zich terug in het kasteel van La Frette. Daar overleed hij in 1587.